# Tryphosuchus
Tryphosuchus is een geslacht van uitgestorven temnospondyle Batrachomorpha (basale 'amfibieën') bekend van de Isheevo Assemblage Zone en de Amanakskaya-formatie in Europees Rusland.
In 1935 benoemde Wjoestsjkow een Melosaurus kinelensis. De soortaanduiding verwijst naar de vindplaats Malaja Kinel. In 1956 maakte Konzjoekowa er het aparte geslacht Tryphosuchus van. De geslachtsnaam komt van het Grieks tryphos, 'stuk' of 'deel', een verwijzing naar de slechts gedeeltelijke preservering. Het holotype is PIN 272/52, een rechterbekkenhelft. Wat schedelbotten, wervels en darmbeenderen zijn aan de soort toegewezen.
In 1955 werd ook Melosaurus paucidens tot een Tryphosuchus paucidens hernoemd. Deze werd in 2016 toegewezen aan het geslacht Konzhukovia.
De plaat van het parasfenoïde is groot. De voorste holten tussen de verhemeltebeenderen zijn ongepaard. De tak van het pterygoïde naar het verhemeltebeen is geornamenteerd. Twee tanden staan in een rij naast de choana.